# Belu Lucius
María Belén Lucius más conocida como Belén Lucius o simplemente Belu Lucius es una actriz, comediante, relacionista pública e influencer argentina que ha adquirido visibilidad a través de su actividad en redes sociales, donde comparte contenido humorístico y cotidiano. Además, ha participado en programas de televisión y diversos proyectos de entretenimiento.

## Vida personal
Belén Lucius nació el 7 de abril de 1987 en Villa Urquiza, Buenos Aires, Argentina. Es hija de Miguel Ángel y Silvia y tiene una hermana, María Emilia. En 2023, se sometió a una cirugía por apendicitis, y en 2024 fue operada para la extirpación de un tumor benigno llamado teratoma. En 2025, recibió un diagnóstico de endometriosis tras anunciar su deseo de quedar embarazada nuevamente, por lo que debe iniciar un tratamiento. Desde 2017 está casada con Javier Ortega Desio, con quien tiene dos hijos, llamados Bautista y Benjamín.

## Carrera profesional
Belén Lucius cursó estudios en la Universidad de Buenos Aires, donde realizó formación en IVA, ingresos brutos y régimen monotributista, además de especializarse en liquidación de sueldos y jornales. Posteriormente, obtuvo la licenciatura en Relacionista pública en la Universidad Argentina de la Empresa, donde también realizó una especialización en Comunicación y Redes Sociales. Además, completó una especialización en Negociación y Persuasión, así como en Negocios Internacionales en la Harvard University.
En televisión, participó en los programas MasterChef Celebrity conducido por Santiago Del Moro siendo semifinalista de la primera temporada y en Cortá por Lozano conducido por Verónica Lozano siendo parte del staff de panelistas, ambos por Telefé. También estuvo de invitada en programas de actualidad como Pasapalabra (Argentina).
En streaming, fue parte de Red Flag, junto a Grego Rossello en el canal Luzu TV.
También tuvo una participación en la serie Felices los 6  
junto a Nicolás Furtado, Delfina Chaves, Malena Sánchez y Juan Sorini emitida por HBO Max.

## Redes sociales e impacto en la sociedad
Belén Lucius ha desarrollado una trayectoria en redes sociales desde el inicio de su actividad en 2012. Su contenido, centrado en experiencias personales y humor, le permitió establecerse dentro del ámbito digital.
A lo largo de los años, Lucius ha utilizado sus plataformas para compartir reflexiones sobre diversos temas, incluyendo la salud mental y el impacto de los comentarios en redes sociales. En distintas ocasiones, ha tratado la problemática de las interacciones en internet y ha difundido mensajes sobre el respeto y la empatía en el entorno digital.
Su presencia en redes ha sido parte de debates sobre el uso responsable de plataformas digitales. En 2024, compartió un mensaje en el que reflexionó sobre el impacto de los comentarios en la autoestima, señalando la importancia de evitar valoraciones sobre la apariencia física de otras personas.
También ha formado parte de campañas de concientización sobre el uso de redes sociales y ha empleado su alcance para tratar diversas cuestiones sociales.

## Trayectoria

### Televisión
| Año  | Programa         | Canal  | Rol       | Conductor       |
| ---- | ---------------- | ------ | --------- | --------------- |
| 2021 | Cortá por Lozano | Telefé | Panelista | Verónica Lozano |

| Año  | Programa             | Canal  | Rol          | Conductor         |
| ---- | -------------------- | ------ | ------------ | ----------------- |
| 2021 | MasterChef Celebrity | Telefé | Participante | Santiago Del Moro |

| Año  | Programa | Plataforma | Rol       | Conductor      |
| ---- | -------- | ---------- | --------- | -------------- |
| 2022 | Red Flag | Luzu TV    | Panelista | Grego Rossello |

| Año  | Serie         | Plataforma | Rol   | Actores                                                      |
| ---- | ------------- | ---------- | ----- | ------------------------------------------------------------ |
| 2024 | Felices los 6 | HBO Max    | Mechi | Nicolás Furtado, Delfina Chaves, Malena Sánchez, Juan Sorini |

### Teatro
| Año  | Título     | Lugar            | Rol    | Actores                                                          |
| ---- | ---------- | ---------------- | ------ | ---------------------------------------------------------------- |
| 2016 | El Canasto | Teatro Picadilly | Marina | Stéfano De Gregorio, Lucas Velasco, Santiago Vázquez, Paloma Ker |

## Premios y nominaciones
| Año  | Premio                             | Categoría                   | Trabajo nominado                     | Resultado | Ref.   |
| ---- | ---------------------------------- | --------------------------- | ------------------------------------ | --------- | ------ |
| 2017 | Los más Clickeados                 | Instagramer del año         | Famosos con más interacción en redes | Ganadora  | [ 36 ] |
| 2017 | Premios Martín Fierro Digital 2017 | Mejor Contenido Humorístico | Famosos con mejor contenido en redes | Nominada  | [ 37 ] |
| 2019 | Los más Clickeados                 | Instagramer del año         | Famosos con más interacción en redes | Ganadora  | [ 38 ] |